# William Torgerson

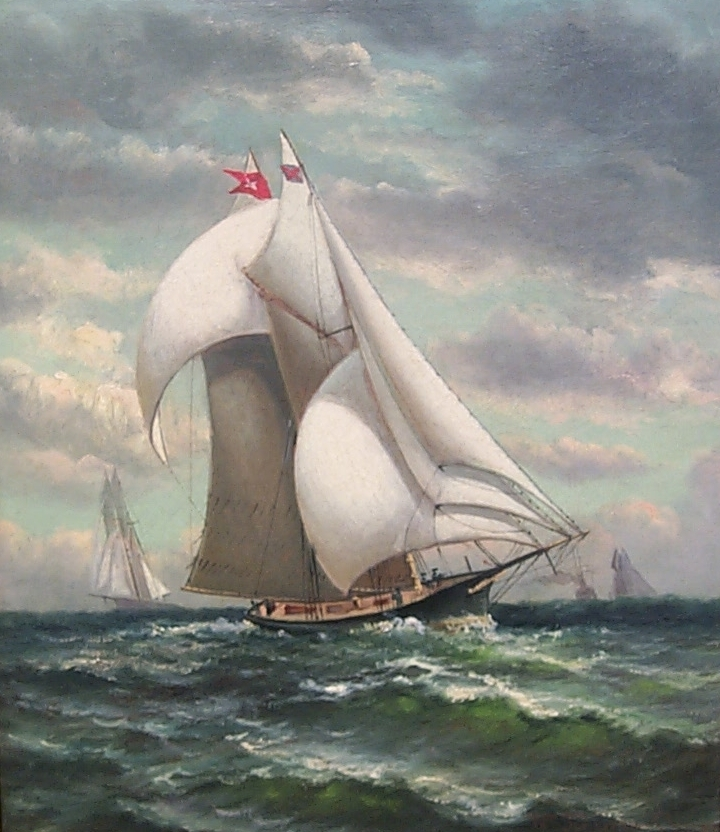
Schooner Regatta, i de Stora Sjöarna i Kanada, by William Torgerson

Axel Wilhelm (William) Torgerson (Thorgason, Torgersen), född 11 maj 1833 i Stockholm, död 23 januari 1890 i Chicago, var en norsk-svensk-amerikansk målare. 
Han var son till den norske skomakarmästaren Nils Torgersen och Fredrika Wilhelmina Apelquist och gift med Josephina Larsen. Efter att Torgerson arbetat vid olika cigarettfabriker i Göteborg och Stockholm under 1850-talet utvandrade han till Amerika 1857. Han bosatte sig först i Chicago men flyttade efter något åt till S:t Louis där han startade en verksamhet med cigarrtillverkning. Tillsammans med en landsman och en före detta amerikansk överste startade man en cigarrfabrik i Chicago med en filial i Glava, Illinois. Omkring 1870 sadlade han om och blev konstnär och utförde som sådan ett stort antal marinmålningar. Torgerson är representerad med fyra större oljemålningar med motiv från det amerikanska inbördeskriget vid Chicago Historical Society. Flera av hans marinmålningar utfördes på beställning av White Star-Cunard Lines och beskriver rederiets framgångsrika fartyg bland annat RMS Britanic making her Atlantic Blue Ribbon Record av hans andra kända målningar märks Nordenskiölds Vega infruset i polarisen.    